# Виллина
Вилли́на — персонаж сказок А. М. Волкова о Волшебной стране. Действует в книгах «Волшебник Изумрудного города», «Урфин Джюс и его деревянные солдаты», «Семь подземных королей» и «Огненный бог Марранов»; также упоминается в книгах «Жёлтый туман» и «Тайна заброшенного замка».

## Виллина в книгах Волкова
Виллина — добрая волшебница, правительница Жёлтой страны.
Внешне выглядит как маленькая седая старушка в остроконечной шляпе и белой мантии, украшенной блестящими звёздочками. Пришла в Волшебную страну из Большого мира практически одновременно с тремя другими феями — Стеллой, Гингемой и Бастиндой.
Виллина обладает способностью к мгновенному перемещению с места на место. Знания и заклинания черпает из волшебной книги — огромного тома, который Виллина легко уменьшает до размеров крохотной книжечки и прячет в складках мантии. Этот полезный навык снискал Виллине уважение всех прочих волшебниц: «сами они не умели так обращаться со своими волшебными книгами и таскали их с собой в натуральном виде». В результате жребия Виллине досталось управлять Жёлтой страной, о населении которой Волков никаких сведений не сообщает. При этом четыре феи дали клятву надолго не покидать своих стран.
Именно вмешательство Виллины привело к тому, что в Волшебную страну попала Элли, дав старт череде удивительных событий, совершенно переменивших жизнь в чудесном краю. Элли занёс в Волшебную страну ураган, накликанный Гингемой, возжелавшей уничтожить весь род людской, что и произошло бы неминуемо, если бы Виллина своими чарами не ограничила смертоносную силу урагана, позволив тому захватить всего лишь один домик. Этот домик рухнул прямо на голову Гингемы, оборвав жизненный путь злой колдуньи.
Девочке Элли, которую ураган принёс вместе с домиком, Виллина посоветовала отправиться в Изумрудный город, чтобы просить помощи у Великого и Ужасного Гудвина. Однако здесь волшебная книга Виллины ошиблась — Элли вернул в Канзас не Гудвин, а серебряные башмачки; впрочем, и сам Гудвин, говоря о Виллине, как-то обмолвился: «Её предсказания не всегда исполняются» — вероятно, были и другие ошибки.
Во время второго путешествия Элли в Волшебную страну Виллина спасла девочку и её спутников, застрявших в магнитном поле Чёрного камня Гингемы: добрая волшебница рассказала вороне Кагги-Карр о чудесном винограде, который позволяет преодолеть притяжение Чёрных камней.
В дальнейшем, во время второй войны с Урфином Джюсом Виллина встретила Энни и Тима в Стране Жевунов и тоже дала им советы из своей волшебной книги, подобно тому, как за десять лет до этого отправила в Изумрудный город Элли с Тотошкой. На этот раз предсказания волшебной книги Виллины оказались верными.
После битвы гигантских орлов с вертолётами менвитов «феи Виллина и Стелла пожаловали Карфаксу для его воинства высшие ордена своих государств».

### Заимствование образа другими авторами
Является персонажем сказок Леонида Владимирского «Буратино в Изумрудном городе» и Сергея Сухинова " Секрет волшебницы Виллины,"Дочь Гингемы","Фея Изумрудного города" и других книгах.

## Прообраз Виллины
Прообразом «волковской» Виллины стала Добрая Волшебница Севера из сказки Л. Ф. Баума «Удивительный Волшебник из Страны Оз». Роль Доброй Волшебницы Севера во многом совпадает с ролью Виллины из «Волшебника Изумрудного города», однако есть и существенные различия:
- Добрая Волшебница Севера в отличие от Виллины не имеет собственного имени — по крайней мере в сказках Баума оно ни разу не упоминается. (Впрочем, в созданной при участии Баума сценической версии «Волшебника Страны Оз» (1902) персонаж Волшебницы Севера был назван Локаста (англ. Locasta), а в одной из поздних книг о Стране Оз, написанной «преемницей» Баума Рут Пламли Томпсон Волшебницу Севера зовут Таттипу (англ. Tattypoo).)
- Волшебница Севера никак не причастна к урагану, принёсшему домик девочки Дороти (прообраз Элли) в Страну Оз. Да и Злая Ведьма Востока (прообраз Гингемы) тоже не имела касательства к этому урагану. Вихрь, закруживший домик Дороти, по Бауму имел обычное природное происхождение — столкновение двух ветров, северного и южного, характерное для Канзаса, где нередки смерчи.
- Добрая Волшебница Севера держит себя с Дороти куда менее величественно, чем Виллина — с Элли. Волшебница Севера первая кланяется Дороти и сама признаёт её феей; по Волкову феей объявляют Элли перепуганные Жевуны, но не Виллина.
- В сцене первого появления Волшебницы Севера есть упоминание о том, что ей трудно ходить.
- Добрая Волшебница Севера, по собственному признанию, уступала в могуществе Злой Ведьме Востока, иначе давно уже сама освободила бы Жевунов[9].
- Дороти в её странствиях защищают от неприятностей не серебряные туфельки Ведьмы Востока, а поцелуй Волшебницы Севера[8]. Алый след этого поцелуя остановил Короля Летучих Обезьян, собиравшегося растерзать девочку по приказу Злой Ведьмы Запада (прообраз Бастинды), да и сама Ведьма Запада не могла тронуть Дороти именно из-за этого поцелуя.
- У Волшебницы Севера, в отличие от Виллины, нет волшебной книги[10]. Предсказание для Дороти появляется на грифельной доске, в которую магическим образом превращается шляпа Волшебницы (зато у Глинды Доброй Л. Ф. Баума была похожая волшебная книга, в которой просто появлялись заметки обо всех событиях, происходящих на территории Страны Оз, но никаких предсказаний не давалось)[11].
- Предсказание Волшебницы Севера не содержит прямых обещаний о том, что Волшебник Оз (прообраз Гудвина) обязательно вернёт Дороти в Канзас. Таким образом, нельзя утверждать, что Волшебница Севера, подобно Виллине, ошиблась в своём предсказании. Нет в тексте Баума и фразы Волшебника Оза, аналогичной утверждению Гудвина о том, что предсказания Виллины не всегда исполняются.
- Кроме того, в предсказании Волшебницы Севера ничего не говорится о том, что Дороти для того, чтобы заслужить помощь Оза, должна помочь трём существам добиться исполнения их заветных желаний. Соответственно, когда Дороти приглашает в свою компанию Страшилу, Дровосека и Льва, в её действиях нет и намёка на какой-либо корыстный мотив (в чём некоторые критики обвиняли «волковскую» Элли[12][13]).
- Колдует Добрая Волшебница Севера также по-иному, нежели Виллина. Если Виллина, достав свою миниатюрную волшебную книгу из складок одежды, дует на неё, чтобы та превратилась в огромный том, а затем листает её страницы и зачитывает оттуда предсказание, предваряемое рифмованной «абракадаброй» волшебных слов («бамбара, чуфара, скорики, морики…» и т. д.), то Волшебница Севера исполняет другой магический ритуал, несколько более странный. Она снимает свою шляпу, ставит её острым концом себе на нос и торжественным голосом произносит «Раз! Два! Три!», после чего шляпа превращается в грифельную доску, на которой меловыми буквами написана единственная фраза — подсказка-совет девочке Дороти отправиться в Изумрудный город. Эпизод с «телепортацией» Волшебницы тоже описан иначе: Волшебница Севера, попрощавшись с Дороти, трижды поворачивается на левом каблуке и исчезает бесследно; Виллина же исчезает под прикрытием налетевшего вихря, при котором ненадолго сгущается тьма, так что сам момент «телепортации» увидеть невозможно.
- Согласно книге Волкова, Виллина — волшебница Жёлтой страны, название народа которой нигде не упомянуто. Однако Волков, при переработке сказки Баума, поменял местами Жёлтую и Фиолетовую страны: по Бауму Жёлтой была страна Мигунов, а Фиолетовую страну, как выяснилось в последующих книгах, населял народ Гилликинов. И Волшебница Севера жила именно в Фиолетовой стране.
- Не вполне ясен официальный статус Доброй Волшебницы Севера: по одним данным она — правительница страны Гилликинов[14], по другим — Гилликинами правит некий суверен[15].
- У Баума нет клятвы четырёх волшебниц, запрещающей им покидать свои страны. В ответ на просьбу Дороти составить ей компанию в путешествии в Изумрудный город, Волшебница Севера просто отвечает, что не может этого сделать, без объяснения причин.
- Предыстория Виллины по Волкову (приход в Волшебную страну из Большого мира), рассказанная в книге «Семь подземных королей», не имеет ничего общего с предысторией Волшебницы Севера у Баума (победа над злой колдуньей Момби, правившей в прежние времена страной Гилликинов), изложенной в сказке «Дороти и Волшебник в Стране Оз».
- Вообще роль Виллины во всех книгах Волкова, вышедших после «Волшебника Изумрудного города», никак более не соотносится с ролью Доброй Волшебницы Севера в сиквелах Баума. У каждой из волшебниц — своя история и своя судьба.
- И в целом, Волшебница Севера в «озовском» цикле Баума быстро «сходит со сцены», в отличие от Виллины, присутствующей хотя бы номинально в каждой из «волковских» сказок. Волшебница Севера помимо первой книги Баума и краткого камео в пятой книге, упоминается вскользь лишь во второй книге и больше «в кадре» не появляется ни разу. Примечательно, что когда в Стране Оз с какого-то момента вводится запрет на колдовскую деятельность, исключение из него сделано лишь для Озмы, Глинды (прообраз Стеллы) и Волшебника Оза: Волшебницы Севера в этом списке нет.

## Развитие образа
В ранней авторской редакции сказки «Семь подземных королей» персонаж Виллины был существенно активнее, нежели в опубликованном позднее книжном издании. В первоначальном тексте волшебница Виллина способствовала вызову из Канзаса Элли и её дяди, моряка Чарли Блека, чтобы те вновь прибыли на помощь друзьям. Для этого Виллина увеличила до гигантских размеров двух ворон, дав им возможность нести людей на спине. По прибытии Элли в Волшебную страну, Виллина временно передала ей свою магическую способность к увеличению живых существ, благодаря чему Элли собрала из ворон целый воздушный флот. Однако издательство «Советская Россия» забраковало идею увеличения ворон и отвергло первую редакцию сказки. В написанной затем Волковым новой редакции роль Виллины была значительно сокращена. На протяжении основного сюжета сказки Виллина была выведена за кадр повествования, однако был добавлен флешбек о прибытии Виллины и трёх других фей в Волшебную страну в старые времена.

## Внешние ссылки
- Форум «Изумрудный город»